# Вбивство свідка
Вбивство свідка (рос. Убийство свидетеля) — радянський фільм-детектив 1990 року.

## Сюжет
Ватажок бандитського угруповання на прізвисько «Каракурт» намагається зловити в свої мережі артиста цирку Швецова, який йому потрібен для здійснення чергового злочину. Щоб здійснити свій задум, він знайомить Швецова зі своєю колишньою коханкою. Але доля розпорядилася інакше... Кожен учасник драми зрештою отримує те, що заслужив.

## У ролях
- Борис Шувалов — Володимир Швецов
- Сергій Роженцев — капітан Олександр Родін
- Георгій Бурков — Євген Крайников
- Людмила Чурсіна — Анна Светлова
- Тамара Сьоміна — Тетяна Янкіна
- В'ячеслав Невинний — Яків Стеблов
- Микола Пеньков — Семен Скоков
- Марія Селянська — Інна Кошелева, продавчиня універмагу
- Роман Греков — Слава, хокеїст
- Оксана Фомічова — Альона, племінниця Крайникова (озвучування — Наталія Гурзо)
- Сергій Гурзо (молодший) — оперативник
- Людмила Аринина — касир
- Дмитро Полонський — Василь Кузін, рекетир
- Марія Буркова — Майя Геловані, свідок
- Ірина Карачова — Тамара, свідок
- Елла Некрасова — Жанна Георгіївна

## Знімальна група
- Сценарій: Едуард Гаврилов, Юрій Маслов
- Режисер: Едуард Гаврилов
- Оператор: Сергій Гаврилов
- Композитор: Валентин Овсянніков
- Художник: Євген Штапенко